# Museu de Cinema de Xangai
O Museu de Cinema de Xangai (chinês simplificado: 上海电影博物馆) é um museu em Xangai, China, localizado na rua North Caoxi, Nº 595 no distrito de Xuhui. A área de exposição é de quinze mil metros quadrados. Combinando interação, observação e experiência, o museu apresenta muitas atividades culturais de cinema, coleções de relíquias históricas, pesquisas acadêmicas, educação social e exposições. O museu contém quatro unidades principais de exposição e um cinema de arte. Foi inaugurado em 17 de junho de 2013.